# Xã Orange, Quận Black Hawk, Iowa
Xã Orange (tiếng Anh: Orange Township) là một xã thuộc quận Black Hawk, tiểu bang Iowa, Hoa Kỳ. Năm 2010, dân số của xã này là 457 người.